# 耐火樹
耐火樹（たいかじゅ）とは、森林火災の延焼防止、都市部における飛び火防止のために、植樹される耐火性の高い樹木である。

## 概要
火気に耐える樹種で、枝葉や樹幹が延焼しても、早期に萌芽し回復する樹木。セイヨウツゲ、サザンカ、クロガネモチ、シラカシ、マテバシイ、マサキ、イチョウ、タブノキ等、樹皮が厚く含水率の高い樹木が該当する。
耐火樹、または防火樹によって防火樹帯を構成し、主として森林火災の延焼を防止するための保安林として、防火保安林がある。都市部の場合は、防火植栽がある。
耐火性は、樹皮の厚さ、含水率、根に栄養を蓄える仕組み（リグノチューバ）などによる。